# Max Lengfelder
Max Lengfelder (ur. 1911, zm. ?) – zbrodniarz hitlerowski, członek załogi obozu konventracyjnego Dachau i SS-Scharführer.
Członek SS od 1932 i NSDAP od 1934. W okresie II wojny światowej pełnił służbę w Dachau jako członek obozowego gestapo (Wydziału Politycznego, niem. Politische Abteilung). Lengfelder aktywnie uczestniczył w pobiciu kilkudziesięciu więźniów narodowości polskiej w październiku 1939 roku. Przynajmniej 10 więźniów zginęło, wielu zostało wówczas ciężko okaleczonych.
W dniach 12–14 sierpnia 1947 roku odbył się przed amerykańskim Trybunałem Wojskowym w Dachau proces w związku ze zbrodniami popełnionymi w październiku 1939 roku w obozie Dachau na więźniach polskich, a na ławie oskarżonych zasiedli byli esesmani Anton Stinglwagner (oskarżony również o zamordowanie czeskiego rabina w październiku 1939) oraz Max Lengfelder. Ten pierwszy skazany został na karę śmierci przez powieszenie (zamienioną następnie w akcie łaski na dożywotnie pozbawienie wolności), drugi natomiast na karę dożywotniego pozbawienia wolności (po rewizji zamienioną na 20 lat pozbawienia wolności, gdyż trybunał uznał, że żaden z pobitych Polaków nie zginął na skutek ciosów Lengfeldera).